# (21685) Francomallia
(21685) Francomallia (1999 RL35) – planetoida z pasa głównego asteroid okrążająca Słońce w ciągu 4,92 lat w średniej odległości 2,89 j.a. Odkryta 11 września 1999 roku.